# Žebot
Žebot je priimek več znanih Slovencev:
- Ana Žebot Stuttard (1918—?), sodelavka slov. uredništva BBC (sestra Cirila in Dore Žebot)
- Ciril Žebot (1914—1989), ekonomist, politik in publicist
- Dora Žebot Lavrenčič (1922—2018), sodelavka BBC, idejna vodja slovenske sekcije (sestra Cirila Žebota)
- Franjo Žebot (1881—1945), časnikar in politik